# Villa gallo-romaine des Bruyères
Les ruines de la villa gallo-romaine des Bruyères sont un site archéologique situé dans la section de Treignes à Viroinval en province de Namur (Belgique).

## Situation
Le site se trouve dans la campagne, au lieu-dit Les Bruyères situé au sud-ouest du village de Treignes, à la limite de la Calestienne et de l'Ardenne et à une altitude d'environ 145 mètres. Le Viroin coule à environ 300 mètres au sud et à l'est.

## Historique des fouilles
Les vestiges ont été mis au jour entre 1980 et 1987, grâce aux fouilles de l'ASBL Amphora.. Les fouilles ont ensuite été reprises par le Cedarc entre 1994 et 2000. La restauration et a mise en valeur du site ont été réalisées avec le soutien de la Direction de l'Archéologie de la Division du Patrimoine de la Région wallonne. Les indices découverts in situ permettent de dater la construction de la villa au cours du Ier siècle et son occupation jusqu'au IVe siècle.

## Description du site
La façade de la villa mesure environ 45 m. La largeur est d'environ 22 m. La vaste demeure comporte de très nombreuses pièces, dont une grande installation de bains  comprenant un caldarium (bain de vapeur chaud), un tepidarium (bain de vapeur tiède) et un frigidarium (piscine d'eau froide), une cave et un système d'égouttage très bien conservés. Le site ne fait pas l'objet d'un classement.

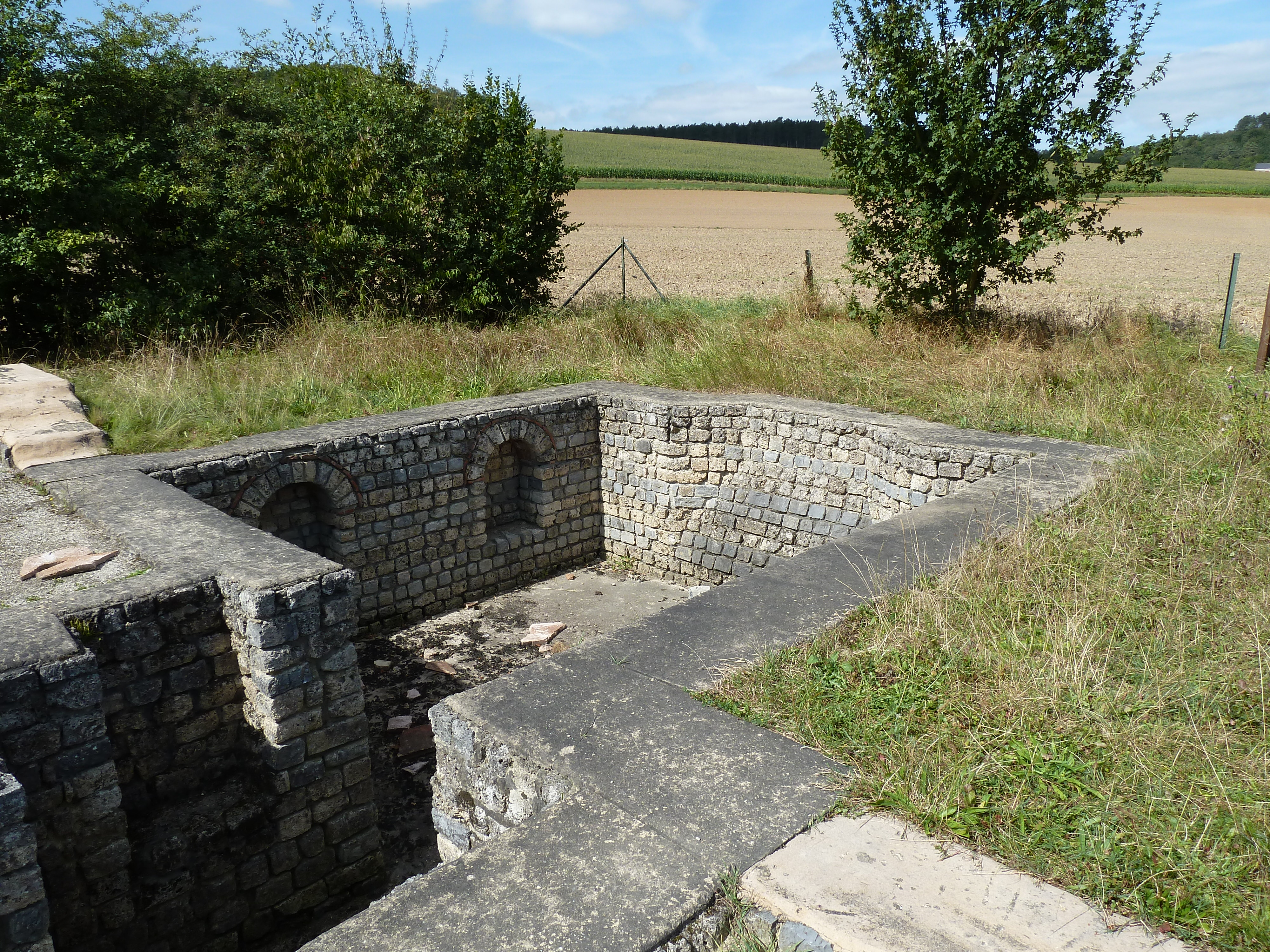

## Visite
Le site qui dépend du musée Malgré-Tout de Treignes est libre d'accès (neuf panneaux explicatifs) ou peut faire l'objet d'une visite guidée.